# Юнгерманієві
Юнгерманієві (Jungermanniaceae) — родина листових печіночників. Це група невеликих рослин, які широко розповсюджені. Кілька родів, які раніше входили до родини, тепер класифікуються як Myliaceae або Solenostomataceae.
Більшість видів цеї родини зростають у регіонах з помірним кліматом.
Основні характеристики: 1. Листки нелопатеві й ніколи не спадають уздовж стебла. 2. Оцвітина верхня на передньому пагоні. 3. Ризоїди розкидані по стеблу.

## Підродини та роди
Підродини та роди:
- Delavayelloideae Grolle
  - Delavayella Steph.
  - Liochlaena Nees
- Jungermannioideae Dumort.
  - Eremonotus Lindb. & Kaal. ex Pearson
  - Jungermannia L.
- Mesoptychioideae R.M.Schust.
  - Mesoptychia (Lindb.) A.Evans
  - Rivulariella D.H.Wagner.